# جو جیاوی
ژو جایوی (به انگلیسی: Zhou Jiawei) (زادهٔ ۲۳ اوت ۱۹۸۳) شناگر اهل چین است.